# アダム・ニューマン
アダム・ニューマン（Adam Neumann、1979年4月25日）は、イスラエル出身のアメリカの実業家。ミゲル・マッケルビーと共にWeWorkの共同創業者である。身長196cm。
WeWork社のS-1申請に伴う開示に基づく投資家からの圧力が高まったことを受け、2019年9月26日付でWeWorkのCEOの職を辞し、過半数の議決権支配を放棄した。また、WeWorkはコーポレートガバナンス、評価、事業の見通しに対する投資家の懸念が高まる中、予定していた株式市場への上場を2019年末まで延期した。2019年9月30日、WeWorkは正式にS-1申請を撤回し、IPOを延期した。ニューマンは2010年から2019年まで同社のCEOを務めた。

## 経歴

### 生い立ちと教育
イスラエル生まれ。
ノイマン家はイスラエル出身で、ユダヤ人の子孫。ノイマンの両親であるアビビットとドロンノイマンは、7歳の時に離婚。彼と彼の妹のアディは、母親の医学研修のために母親と一緒に米国に移住。重度の失読症でノイマンは3年生まで読み書きできなかった 。
その後イスラエルに戻り、海軍兵学校を卒業し、海軍将校となり、大尉（captain）で除隊。その後、再び渡米し、バルーク・カレッジのジックリン経営大学院（Zichlin School of Business）で学んだ。

### 経営者として
WeWorkを設立する前に、ニューマンは子供服の会社であるKrawlersを創業していた。
ニューマンは以前に共通の友人を介して知り合ったことがきっかけで、ミゲル・マッケルビーという男と共に仕事をするようになった。コミュニティの成長とデザインという共通の関心から、二人は2008年に持続可能性に焦点を当てたシェアワークスペース企業GreenDeskを創業。これはWeWorkの前身となった。
その後、ニューマンとマッケルビーはGreenDeskを売却し、その資金とジョエル・シュライバー（ブルックリンの不動産デベロッパー）から投資された1500万ドルを基として、会社の33%の持分を得て、2010年にWeWorkを創業。
ニューマンはWeWorkで、イスラエルで感じた一体感と帰属感が西洋では欠けていると考え、それを再現したいと述べていた。
WSJによると、ニューマンは2018年の夏にアメリカからイスラエルへの旅行に出かけ、飛行中に友人たちと大麻を吸ったという。ジェットがイスラエルに着陸した後、客室乗務員がマリファナが詰め込まれたシリアルボックスを発見し、ジェットの所有者に報告した。大麻密売の疑いを恐れたジェット機の所有者は、ノーマンにアメリカへの帰国を命じ、別の便で帰国した。
2018年、WeWorkは会社の職場内でのセクハラやその他の不適切な行動の問題を指摘する元従業員からの訴訟に直面した。元従業員の女性は声明の中で、ニューマンが「面接中にテキーラショットを（彼女に）強制した」と言及した。この主張の直後に、WeWorkはビール飲み放題のサービスを終了し、ニューヨークのオフィスでは1日4本のビールのみとした。
2019年9月22日、WSJなどはWeWorkの取締役らが計画されているIPOの前に「エキセントリックな行動と薬物使用が明るみに出た波乱万丈な1週間」の後に、ニューマンに対してCEO退任要求を計画していると報じた。WSJは、彼がIPO前にWeWorkから7億ドルを持ち出したことなどを詳細に報じ、同社での「彼の地位を貶めた」と報じていた。2019年9月24日、彼は辞任し、アーティ・ミンソンとセバスチャン・ガニンガムが共同後継者として就任した。
2019年10月、WJSはニューマンがWeWorkの取締役会から退任し、ソフトバンクから17億ドルを受け取り、同社との関係の大半を断つと報じた。その数週間後、少数株主はニューマンを始めとするWeWorkの関係者を受託者義務違反で提訴した。

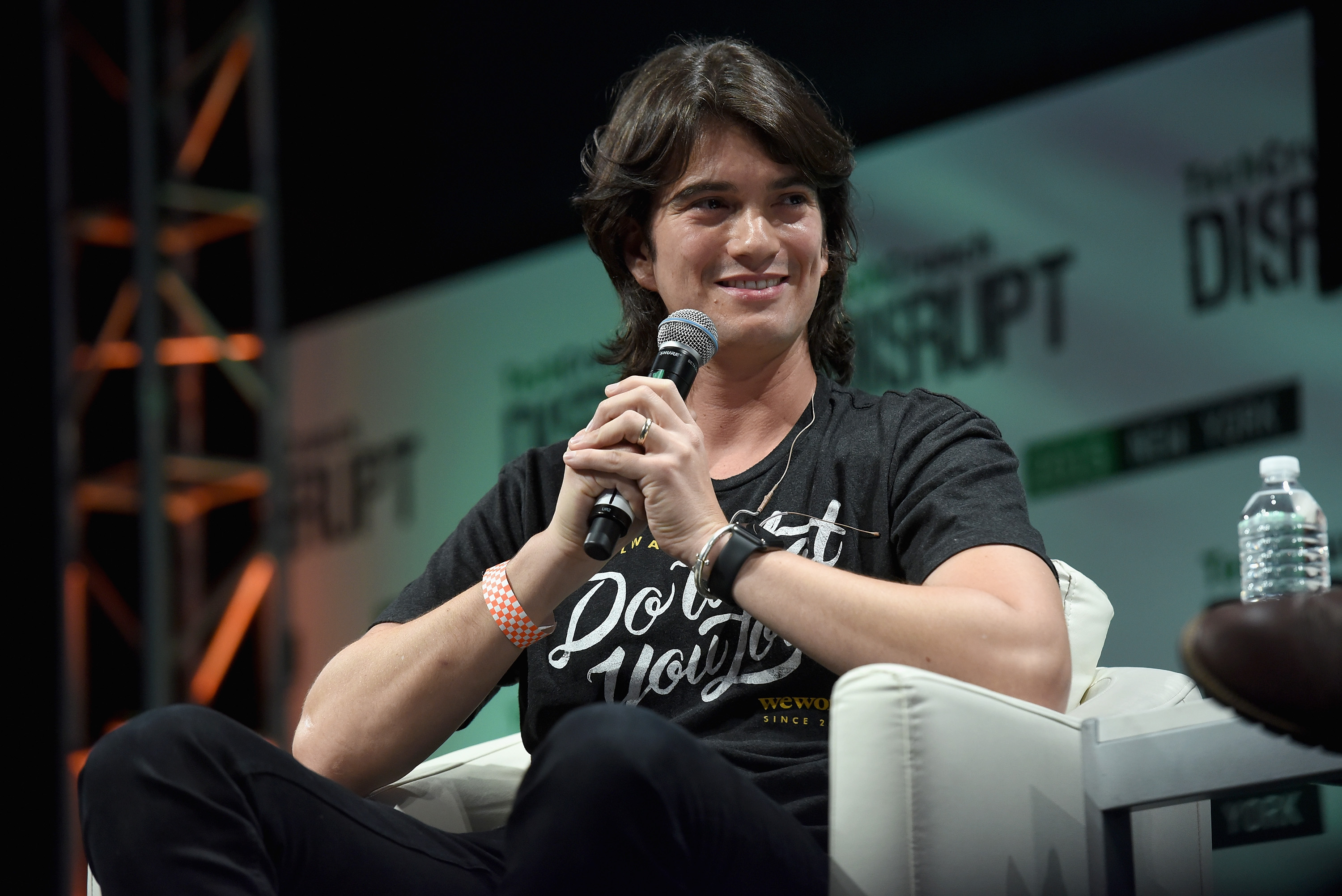
2015年にTechCrunchで話しているAdamNeumann